# لیانگشان یای
لیانگشان یای (به لاتین: Liangshan Yi Autonomous Prefecture) یک سکونتگاه مسکونی در جمهوری خلق چین است که در سیچوآن واقع شده‌است.

## خصوصیات
لیانگشان یای ۶۰٬۴۲۳ کیلومترمربع مساحت و ۴٬۵۳۲٬۸۰۹ نفر جمعیت دارد.